# Pelo Sertão
Pelo Sertão é o título do livro do escritor brasileiro Afonso Arinos que reúne doze contos, originalmente publicada em 1898.
Na obra o autor reúne histórias do interior dos estados de Minas Gerais e Goiás, mostrando figuras populares como o vaqueiro ou escravos fugidos, situações de amores trágicos e vinganças políticas, retratando uma paisagem de lugares históricos abandonados e as veredas sertanejas.

## Histórico
A obra foi escrita quando Arinos concluía a Faculdade de Direito em São Paulo, e começava a vida profissional em Ouro Preto (Minas).
Na introdução o autor esclarece: "O livro que ora se apresenta ao público devia ter sido publicado há cerca de três anos. O leitor descobrirá nele a falta de unidade, quer na maneira ou na execução, quer no estilo propriamente. A razão disto é que os contos foram escritos em épocas diversas, num período que medeia entre os 19 e os 26 anos. Os primeiros datam de 1888 e 1889; os últimos de 1895."

## Conteúdo
Num dos contos um bruxo - "Tio Miguel" - atende a mulata Benedita, escrava, que pretende conquistar o amor de um certo Miguel; a fim de preparar o feitiço de amor, o velho pede que ela lhe entregue "Juquinha", o menino filho da senhora a quem Benedita servia, mas esta se recusa a fazê-lo; a um descuido dela o feiticeiro rapta a criança e, de posse dela, tenciona preparar o encantamento de amor não apenas para Benedita, mas para várias outras pessoas que tinham feito pedido similar - sendo tais encomendas uma prática bastante comuns, mesmo em dias atuais; além disto, o infanticídio é um crime muitas vezes atribuído às práticas de bruxaria.

## Análise da obra
Neste livro o autor procura mostrar de forma literária o país, a contradição entre as culturas urbana e rural, comum na literatura dita "sertanista".
A dualidade da sociedade brasileira é representada nos contrastes entre o conservadorismo e o desenvolvimento, religiosidade e mitos do folclore.